# Skamobile
Skamobile è il primo album del gruppo italiano ska core e punk rock Shandon, pubblicato nel 1997.

## Tracce
1. Videogame – 2:56
2. Violenza – 2:06
3. Uniform – 2:10
4. Shandon – 2:33
5. What I Want – 1:25
6. Amore e Disgusto – 1:32
7. It's Alright – 2:56
8. Taxi Driver – 2:10
9. Skate – 2:41
10. Hamburger – 2:20
11. Light – 2:50
12. Questo si chiama ska – 1:40
13. Rasta Tribes – 2:15
14. Digging – 1:29
15. L'informazione – 2:23
16. Walkin' Around – 2:11
17. Skaranoid – 2:23
18. My Sun – 2:25